# آبشار اسکات
آبشار اسکات (به انگلیسی: Scott Falls) آبشاری است که در میشیگان، ایالات متحده آمریکا واقع شده و ارتفاع کلی ریزشگاه آن ۱۰ فوت (۳٫۰ متر) است.